# Diritti LGBT in America settentrionale
     Matrimoni tra persone dello stesso sesso
     Riconoscimento dei matrimoni tra persone dello stesso sesso celebrati in altri Stati
     Norme che vietano i matrimoni tra persone dello stesso sesso dichiarate incostituzionali da una sentenza sospesa a tempo indeterminato
     Matrimonio omosessuale
     Unioni civili

Situazione legislativa nell'America settentrionale:
Matrimoni tra persone dello stesso sesso
Riconoscimento dei matrimoni tra persone dello stesso sesso celebrati in altri Stati
Norme che vietano i matrimoni tra persone dello stesso sesso dichiarate incostituzionali da una sentenza sospesa a tempo indeterminato

     Coabitazione non registrata
     Riconoscimento dei matrimoni omosessuali stranieri
     Nessun riconoscimento
     La Costituzione limita il matrimonio alle coppie eterosessuali
     Pena non applicata

     Illegale solo per rapporti tra uomini
     Illegale sia per gay che per lesbiche

Leggi relative alle persone LGBT in Centro America e nei Caraibi
Legenda:
Matrimonio omosessuale
Unioni civili
Coabitazione non registrata
Riconoscimento dei matrimoni omosessuali stranieri
Nessun riconoscimento
La Costituzione limita il matrimonio alle coppie eterosessuali
Omosessualità illegale
Pena non applicata
Illegale solo per rapporti tra uomini
Illegale sia per gay che per lesbiche

Questa è una lista di tutte le leggi in America del Nord che concernono l'omosessualità ed è organizzata alfabeticamente per regione. 
Va osservato che l'elenco non deve essere assunto a rappresentare uno standard per misurare un punto di vista della nazione, di per sé. 
Le nazioni che hanno mantenuto leggi negative possono, in pratica, essere meno oppressive delle leggi che invece vengono consigliate, cosicché le leggi non vengono messe in atto. 
Allo stesso modo, un paese che manca di leggi contro il comportamento omosessuale possono essere caratterizzate da una cultura che è apertamente ostile e che così perseguita gli individui con altri mezzi.
Nessuna nazione ha mai criminalizzato unicamente il sesso lesbico; bensì si ha la criminalizzazione di tutte le forme di comportamento omosessuale o solo di quella maschile.
In Nord e Centro America i matrimoni omosessuali sono previsti in Canada, Costa Rica, Cuba, Messico e Stati Uniti.  
Tra gli stati non indipendenti, il matrimonio omosessuale è previsto in Groenlandia, tutti i territori francesi (Guadalupa, Martinica, Saint Barthélemy, Saint Martin, e Saint Pierre & Miquelon) e nei Paesi Bassi caraibici (Bonaire, Sint Eustatius e Saba), mentre i matrimoni contratti nei Paesi Bassi sono riconosciuti in Aruba, Curaçao e Sint Maarten. 
Al contrario, 5 nazioni puniscono ancora i rapporti omosessuali: Dominica, Giamaica, Grenada, Saint Lucia e Saint Vincent e Grenadine.

## Situazione per stato
Nella seguente tabella, se non indicata, l'età di consenso per le relazioni omosessuali è la stessa di quella per le relazioni eterosessuali; al contrario, viene indicata se differente.
Le nazioni in grassetto sono quelle nazioni che ancora posseggono leggi contrarie all'omosessualità o che non posseggono leggi contrarie ma che comunemente la condannano, se non specificamente, con altre leggi.
In testo normale sono le nazioni che non condannano l'omosessualità o che, per di più, posseggono leggi antidiscriminatorie. 
Nella colonna "Leggi specifiche contro l'omosessualità", è indicato specificamente il precedente fattore; l'asterisco equivale all'eccezione: se posto con il NO, lo stato non condanna l'omosessualità specificamente, ma lo fa per altre vie; se posto con il SI, lo stato condanna l'omosessualità, ma quest'ultima rimane, in vari modi, tollerata.
Nella sezione "Note aggiuntive", pur sembrando una ripetizione dei dati precedenti, sono inserite le relative specificazioni sulle leggi (se noti l'articolo legislativo e la legge stessa, o parte di essa), eventuali note di chiarimento o l'anno di decriminalizzazione/criminalizzazione dell'omosessualità.
| America del Nord                                                                          |                                                                                                 |                                       |                                       |                                       |                                         |                                                               |                                                                       | |
| America settentrionale                                                                    |                                                                                                 |                                       |                                       |                                       |                                         |                                                               |                                                                       | |
| Nazione                                                                                   | Matrimonio                                                                                      | Adozione congiunta                    | Adozione dei figli del partner        | Unioni Civili                         | Leggi specifiche contro l'omosessualità | Pena                                                          | Leggi contro la discriminazione sulla base dell'orientamento sessuale | Note aggiuntive |
| Bermuda                                                                                   | No (dal 2017 al 2018, dal 2018 al 2022)                                                         | Sì (dal 2015)                         | Sì                                    | Sì (dal 2018)                         | No                                      | -                                                             | Sì                                                                    | L'omosessualità è legale dal 1994 ma l'età di consenso per i rapporti omosessuali maschili è posta a 18 anni, per tutti gli altri tipi a 16. |
| Canada                                                                                    | Sì                                                                                              | Sì                                    | Sì                                    | Sì                                    | No                                      | -                                                             | Sì                                                                    | L'omosessualità viene legalizzata nel 1969. Nel 1988 l'età di consenso viene posta, solo per gli omosessuali, a 18 anni, dalla sezione 159 del Codice Criminale. Comunque, la più alta età di consenso per il sesso anale è stata riconosciuta come un'imposizione anticostituzionale dalle Corti d'Appello dell'Ontario e del Québec. Le unioni civili esistono dal 1999 mentre il matrimonio omosessuale è stato legalizzato nel 2005 e così anche il diritto di adozione. Le leggi anti-discriminazione furono inserite nazionalmente dopo il caso Vriend contro Alberta (1998). |
| Groenlandia                                                                               | Sì                                                                                              | Sì                                    | Sì                                    | Sì                                    | No                                      | -                                                             | Sì                                                                    | |
| Messico                                                                                   | Sì                                                                                              | Sì (nella capitale e in alcuni Stati) | Sì (nella capitale e in alcuni Stati) | Sì (nella capitale e in alcuni Stati) | No                                      | -                                                             | Sì                                                                    | L'omosessualità è legale dal 1862. Nel 2001 sono state introdotte leggi anti-discriminazione. Nel 2006 sono state legalizzate le unioni civili a Città del Messico e nel 2007 nello stato di Coahuila. Nel 2010 è stato legalizzato il matrimonio omosessuale a Città del Messico. L'ultimo stato a legalizzarlo è stato Guerrero nel 2022. |
| Saint-Pierre e Miquelon                                                                   | Sì                                                                                              | Sì                                    | Sì                                    | Sì (Pacte civil de solidarité)        | No                                      | -                                                             | Sì                                                                    | Saint-Pierre e Miquelon è una collectivité française d'outre-mer, quindi è in vigore la legge francese. |
| Stati Uniti d'America                                                                     | Sì                                                                                              | Sì                                    | Sì                                    | Sì                                    | No                                      | -                                                             | Sì                                                                    | La normativa nazionale e le normative di svariati Stati della federazione in materia di crimini d'odio proteggono dai crimini d'odio basati sull'orientamento sessuale e sull'identità di genere. Per quanto riguarda la decriminalizzazione dell'omosessualità, fino al 2003 le leggi sulla sodomia in alcuni stati degli Stati Uniti proibivano il sesso anale anche tra adulti consenzienti. Anche se in molti stati queste leggi erano applicate sia per etero che per omosessuali, erano primariamente usate per negare a gay e lesbiche una serie di diritti. Ogni Stato aveva una legislazione propria su questo tema. Il 26 giugno 2003 la Corte suprema (Sentenza Lawrence et al. vs. Texas) ha dichiarato incostituzionali e quindi invalide le leggi contro la sodomia in tutti gli Stati Uniti. |
| America centrale                                                                          |                                                                                                 |                                       |                                       |                                       |                                         |                                                               |                                                                       | |
| America centrale continentale                                                             |                                                                                                 |                                       |                                       |                                       |                                         |                                                               |                                                                       | |
| Nazione                                                                                   | Matrimonio                                                                                      | Adozione congiunta                    | Adozione dei figli del partner        | Unioni Civili                         | Leggi specifiche contro l'omosessualità | Pena                                                          | Leggi contro la discriminazione sulla base dell'orientamento sessuale | Note aggiuntive |
| Belize                                                                                    | No                                                                                              | No                                    | No                                    | No                                    | No (dal 2016)                           | -                                                             | Sì                                                                    | Nell'agosto del 2016 la Corte suprema del Belize ha dichiarato incostituzionale la sezione 53 del codice penale, che criminalizzava i rapporti omosessuali consenzienti fra adulti. |
| Costa Rica                                                                                | Sì (dal 2020)                                                                                   | Sì (dal 2020)                         | Sì                                    | Sì (dal 2014)                         | No                                      | -                                                             | Sì                                                                    | Decriminalizzazione dell'omosessualità: 1971 con un'età di consenso equiparata a 15 anni. Leggi anti-discriminazione dal 1998. |
| El Salvador                                                                               | No                                                                                              | No                                    | No                                    | No                                    | No*                                     | -                                                             | Sì                                                                    | L'omosessualità è legale (non esistono leggi specifiche al riguardo), ma esiste molta discriminazione nella società, rendendo difficile l'esposizione da parte degli omosessuali. |
| Guatemala                                                                                 | No                                                                                              | No                                    | No                                    | No                                    | No                                      | -                                                             | No                                                                    | L'omosessualità e decriminalizzata dal 1871 . Dal 1997 esistono leggi anti-discriminazione specifiche solo per i giovani. |
| Honduras                                                                                  | No                                                                                              | No                                    | No                                    | No                                    | No*                                     | -                                                             | Sì                                                                    | L'omosessualità è legale ma gli omosessuali affrontano spesso la persecuzione e la discriminazione in modo simile alla maggior parte delle nazioni latino-americane e dei Caraibi. Inoltre i matrimoni omosessuali e il diritto di adozione è proibito dalla costituzione dal 2005. |
| Nicaragua                                                                                 | No                                                                                              | No                                    | No                                    | No                                    | No                                      | -                                                             | Sì                                                                    | L'omosessualità è stata legalizzata nel 2008 e l'età di consenso equiparata a 18 anni. |
| Panama                                                                                    | No                                                                                              | No                                    | No                                    | No                                    | No*                                     | -                                                             | No                                                                    | Omosessualità decriminalizzata nel 2008, ma esistono ancora articoli discriminatori, come per la possibilità di creare associazioni. |
| America centrale caraibica                                                                |                                                                                                 |                                       |                                       |                                       |                                         |                                                               |                                                                       | |
| Nazione                                                                                   | Matrimonio                                                                                      | Adozione congiunta                    | Adozione dei figli del partner        | Unioni Civili                         | Leggi specifiche contro l'omosessualità | Pena                                                          | Leggi contro la discriminazione sulla base dell'orientamento sessuale | Note aggiuntive |
| Anguilla                                                                                  | No                                                                                              | No                                    | No                                    | No                                    | No                                      | -                                                             | No                                                                    | Il comportamento omosessuale tra due adulti consenzienti in privato è stato espressamente legalizzato con la Legge Criminale dei Territori dei Caraibi del 2000. |
| Antigua e Barbuda                                                                         | No                                                                                              | No                                    | No                                    | No                                    | No (dal 2022)                           | -                                                             | No                                                                    | Nel luglio del 2022 la Corte suprema dei Caraibi orientali ha dichiarato incostituzionali le sezioni 12 e 15 del Sexual Offences Act del 1995, che criminalizzavano i rapporti omosessuali consenzienti fra adulti. |
| Aruba (nazione costitutiva del Regno dei Paesi Bassi)                                     | No (ma vengono registrati i matrimoni tra persone dello stesso sesso celebrati nei Paesi Bassi) | No                                    | No                                    | Sì (dal 2016)                         | No                                      | -                                                             | No                                                                    | |
| Bahamas                                                                                   | No                                                                                              | No                                    | No                                    | No                                    | No*                                     | -                                                             | No                                                                    | L'omosessualità è legale dal 1991 con un'età di consenso equiparata a 18 anni, ma nel paese si ha un alto grado di omofobia da parte della popolazione, esempi la proibizione della riproduzione del film Brokeback Mountain, la formazione di gruppi anti-gay il cui scopo è arrestare le comunità gay e le recenti proposte dei movimenti anti-gay di re-criminalizzare l'omosessualità. I matrimoni omosessuali sono illegali, ma per anni reverendi e giudici di pace hanno effettuato numerose cerimonie private o simili per la coppie omosessuali. |
| Barbados                                                                                  | No                                                                                              | No                                    | No                                    | No                                    | No (dal 2022)                           | -                                                             | Sì                                                                    | Nel dicembre del 2022 l'Alta Corte di Barbados ha dichiarato incostituzionali le sezioni 9 e 12 del Sexual Offences Act del 1992, che criminalizzavano i rapporti omosessuali consenzienti fra adulti. |
| Cuba                                                                                      | Sì (dal 2022)                                                                                   | Sì (dal 2022)                         | Sì                                    | No                                    | No                                      | -                                                             | Sì                                                                    | L'omosessualità è stata decriminalizzata nel 1992. Fino al 1997 sono esistite leggi, seppur minime, discriminatorie. |
| Curaçao (nazione costitutiva del Regno dei Paesi Bassi)                                   | No (ma vengono registrati i matrimoni tra persone dello stesso sesso celebrati nei Paesi Bassi) | No                                    | No                                    | -                                     | No                                      | -                                                             | No                                                                    | |
| Dominica                                                                                  | No                                                                                              | No                                    | No                                    | No                                    | Sì                                      | 5-10 anni di prigione - Internamento in ospedale psichiatrico | No                                                                    | Le sezioni 14 e 16 dell'Atto sui Delitti a Sfondo Sessuale dichiarano che ogni persona che commette un atto di grande indecenza con un'altra persona è colpevole di un delitto e punibile con l'imprigionamento...La sodomia (tra uomini o tra donne) è punibile fino a dieci anni di prigione. La corte può anche prevedere per l'accusato un imprigionamento in un Ospedale Psichiatrico....e così anche il tentativo di sodomia. |
| Giamaica                                                                                  | No                                                                                              | No                                    | No                                    | No                                    | Sì (solo maschile)                      | 10 anni di lavori forzati                                     | No                                                                    | La Giamaica è considerata il peggior luogo in tutte le americhe per le persone LGBT. Le leggi sono descritte dall'Atto sui Delitti della Persona, sezioni 76, 77, 79 e 80: Chiunque sia condannato all'abominevole crimine di sodomia (rapporto anale) commesso sia con gli esseri umani che con un qualsiasi animale, è punibile con l'imprigionamento ai lavori forzati..., lo stesso vale per chiunque tenti di commettere il suddetto abominevole crimine, o sia colpevole di un qualsivoglia assalto con l'intento di commettere lo stesso, o di un qualsivoglia assalto indecente su una qualsiasi persona maschile... ... Ogni qualvolta si abbia a che fare con un qualsiasi delitto punibile da questo Atto, sarà forse necessario provare la conoscenza carnale, ma non sarà necessario provare l'attuale emissione di seme non costituendo questa una prova della conoscenza carnale, bensì la conoscenza carnale dovrà essere completamente giudicata con la sola prova di penetrazione. Sì specifica poi che ogni persona maschile, in pubblico o in privato, che commette, o fa parte di un gruppo che commette, o che procuri o tenti di procurare la commissione di una qualsiasi persona maschile, di un atto di grande indecenza con un'altra persona maschile sarà colpevole di un delitto e punibile con l'imprigionamento ai lavori forzati.... |
| Grenada                                                                                   | No                                                                                              | No                                    | No                                    | No                                    | Sì (solo maschile)                      | 10 anni di prigione                                           | No                                                                    | L'omosessualità è illegale secondo la sezione 431: Se due qualsiasi persone sono colpevoli di legame innaturale, o se una qualsiasi persone è colpevole di un legame innaturale con un animale, queste persone sono condannabili all'imprigionamento per dieci anni. |
| Guadalupa                                                                                 | Sì                                                                                              | Sì                                    | Sì                                    | Sì (Pacte civil de solidarité)        | No                                      | -                                                             | Sì                                                                    | Guadalupa è un département français d'outre-mer, quindi è in vigore la legge francese. |
| Haiti                                                                                     | No                                                                                              | No                                    | No                                    | No                                    | No*                                     | -                                                             | No                                                                    | L'omosessualità è legale ma gli omosessuali affrontano spesso la persecuzione e la discriminazione in modo simile alla maggior parte delle nazioni latino-americane e dei Caraibi. Seppur l'omosessualità sia legale, non esistono leggi di protezione LGBT da questo tipo di discriminazione. |
| Isole Cayman                                                                              | No                                                                                              | Sì (dal 2020)                         | Sì                                    | Sì (dal 2020)                         | No                                      | -                                                             | No                                                                    | Il comportamento omosessuale tra due adulti consenzienti in privato è stato espressamente legalizzato con la Legge Criminale dei Territori dei Caraibi del 2000. |
| Isole Vergini americane                                                                   | Sì                                                                                              | Sì                                    | Sì                                    | Sì                                    | No                                      | -                                                             | No                                                                    | |
| Isole Vergini britanniche                                                                 | No                                                                                              | No                                    | No                                    | No                                    | No                                      | -                                                             | Sì                                                                    | Il comportamento omosessuale tra due adulti consenzienti in privato è stato espressamente legalizzato con la Legge Criminale dei Territori dei Caraibi del 2000. La discriminazione su base dell'orientamento sessuale è proibita costituzionalmente dal 2007. |
| Martinica                                                                                 | Sì                                                                                              | Sì                                    | Sì                                    | Sì (Pacte civil de solidarité)        | No                                      | -                                                             | Sì                                                                    | Martinica è un département français d'outre-mer, quindi è in vigore la legge francese. |
| Montserrat                                                                                | No                                                                                              | No                                    | No                                    | No                                    | No                                      | -                                                             | Sì                                                                    | Il comportamento omosessuale tra due adulti consenzienti in privato è stato espressamente legalizzato con la Legge Criminale dei Territori dei Caraibi del 2000. |
| Paesi Bassi caraibici (conosciuti anche come Isole BES, parte integrante dei Paesi Bassi) | Sì                                                                                              | Sì                                    | Sì                                    | Sì                                    | No                                      | -                                                             | Sì                                                                    | |
| Porto Rico                                                                                | Sì (dal 2015)                                                                                   | Sì (dal 2015)                         | Sì                                    | Sì                                    | No                                      | -                                                             | Sì                                                                    | L'omosessualità è legale dal 2003. Dai primi anni duemila le normative in materia di crimini d'odio proteggono dai crimini d'odio basati sull'orientamento sessuale e sull'identità di genere. Dal 2013 è proibita la discriminazione sul posto di lavoro basata sull'orientamento sessuale. |
| Repubblica Dominicana                                                                     | No                                                                                              | No                                    | No                                    | No                                    | No                                      | -                                                             | No                                                                    | L'omosessualità è legale (non esistono leggi specifiche al riguardo). |
| Saint-Barthélemy                                                                          | Sì                                                                                              | Sì                                    | Sì                                    | Sì (Pacte civil de solidarité)        | No                                      | -                                                             | Sì                                                                    | Saint-Barthélemy è una collectivité française d'outre-mer, quindi è in vigore la legge francese. |
| Saint Kitts e Nevis                                                                       | No                                                                                              | No                                    | No                                    | No                                    | No (dal 2022)                           | -                                                             | No                                                                    | Nell'agosto del 2022 la Corte suprema dei Caraibi orientali ha dichiarato incostituzionali le sezioni 56 e 57 dell'Offences Against the Person Act del 1964, che criminalizzavano i rapporti omosessuali consenzienti fra adulti. |
| Saint Lucia                                                                               | No                                                                                              | No                                    | No                                    | No                                    | Sì                                      | Ammenda - 10 anni di prigione                                 | No                                                                    | L'omosessualità è criminalizzata dalle sezioni 132 e 133 del Codice Penale 2004. |
| Saint-Martin                                                                              | Sì                                                                                              | Sì                                    | Sì                                    | Sì (Pacte civil de solidarité)        | No                                      | -                                                             | Sì                                                                    | Saint-Martin è una collectivité française d'outre-mer, quindi è in vigore la legge francese. |
| Saint Vincent e Grenadine                                                                 | No                                                                                              | No                                    | No                                    | No                                    | Sì                                      | Ammenda - 10 anni di prigione                                 | No                                                                    | L'omosessualità è criminalizzata dalle sezioni 146 e 148 del Codice Penale 1990. |
| Sint Maarten (nazione costitutiva del Regno dei Paesi Bassi)                              | No (ma vengono registrati i matrimoni tra persone dello stesso sesso celebrati nei Paesi Bassi) | No                                    | No                                    | -                                     | No                                      | -                                                             | No                                                                    | |
| Trinidad e Tobago                                                                         | No                                                                                              | No                                    | No                                    | No                                    | No (dal 2018)                           | -                                                             | No                                                                    | Nell'aprile del 2018 l'Alta Corte di Trinidad e Tobago ha dichiarato incostituzionale la sezione 13 del Sexual Offences Act del 1986, che criminalizzava i rapporti omosessuali consenzienti fra adulti. |
| Turks e Caicos                                                                            | No                                                                                              | No                                    | No                                    | No                                    | No                                      | -                                                             | Sì                                                                    | Il comportamento omosessuale tra due adulti consenzienti in privato è stato espressamente legalizzato con la Legge Criminale dei Territori dei Caraibi del 2000. |

## Religione e diritti LGBT in America settentrionale
I coloni inglesi, francesi e spagnoli che si insediarono in America settentrionale portarono dall'Europa la religione cristiana, in particolare la Chiesa cattolica romana la quale, assieme alla Chiesa di Gesù Cristo dei Santi degli Ultimi Giorni, è quella che più si oppone da sempre al riconoscimento giuridico delle relazioni omosessuali.
Vengono seguite poi dalla Chiesa ortodossa russa, dalla Chiesa Metodista, dalla Chiesa riformata e da quella battista statunitense; anche le organizzazioni e chiese più conservatrici dell'Evangelicalismo e della Chiesa Battista, le "Assemblee di Dio" dei pentecostali, così come il Restaurazionismo, i Testimoni di Geova e il Mormonismo hanno preso la posizione ufficiale di considerare l'attività omosessuale un grave peccato morale.
Si trovano però anche altre presenze religione in Nord America che nel corso del tempo hanno invece assunto una posizione ben più tollerante nei confronti delle persone LGBT e dei loro diritti, come ad esempio la Chiesa episcopale degli Stati Uniti d'America, la Chiesa evangelica luterana in America, le chiese evangeliche luterane e anglicane canadesi, la Chiesa unita del Canada, la Chiesa di Cristo, gli Unitariani universalisti, il Quaccherismo ed alcune congregazioni della Chiesa presbiteriana: la maggior parte di queste denominazioni elargiscono se richiesto, una forma si benedizione simile a quella matrimoniale alle coppie composte da persone dello stesso sesso. Infine anche l'Ebraismo conservatore, l'Ebraismo riformato e l'Ebraismo ricostruzionista ora accolgono e favoriscono le persone LGBT.

Possibilità di adozione da parte di coppie dello stesso sesso nell'America Settentrionale:
Adozione legale
Adozione non permessa

     Adozione legale
     Adozione non permessa